# Salacia obovatilimba
Salacia obovatilimba är en benvedsväxtart som beskrevs av S.Y. Pao. Salacia obovatilimba ingår i släktet Salacia och familjen Celastraceae. Inga underarter finns listade.